# Düke
Düke ist als Bauerschaft ein Ortsteil von Langwarden in der Gemeinde Butjadingen im Landkreis Wesermarsch.

## Geschichte
Zur Bauerschaft Düke gehören Klein-Tossens, Dükerweg und Dükergroden. Die erste Erwähnung von Düke war 1470 als „Egerik to Duke“ als „Hilgemann“ des Kirchspiels Langwarden genannt wurde. Klein-Tossens wurde das erste Mal im Jahr 1514 als Lütken Thosen erwähnt. 1521 wurden Düke, Kleintossens, Ruhwarden und Süllwarden des Kirchspiels Langwarden dem Kirchspiel Eckwarden hinzugefügt. Sie waren Beuteanteil von Herzog Heinrich dem Jüngeren von Braunschweig, der damit Graf Johann V. von Oldenburg belehnte. Im Jahr 1674 wurde in Düke eine Schule gegründet, der erste Lehrer war Johann Christohers. Die Bauerschaft wurde 1888 in „Düke-Kleintossens“ umbenannt.

## Demographie
| Jahr | Einwohner |
| ---- | --------- |
| 1737 | 72        |
| 1764 | 120       |
| 1785 | 107       |
| 1815 | 130       |
| 1855 | 158       |
| 1895 | 117       |
| 1925 | 109       |
| 1950 | 144       |
| 1961 | 99        |
| 1970 | 93        |